# 小毛猬
小毛猬（学名：Hylomys suillus）为猬科毛猬属的动物。在中国大陆，分布于云南等地，主要生活于热带雨林。该物种的模式产地在爪哇。

## 保护
- 中国濒危动物红皮书等级：稀有
- 本种于2023年被收录入《有重要生态、科学、社会价值的陆生野生动物名录》[3]。

## 亚种
小毛猬包括以下亚种
- （学名： Thomas, 1888）
- （学名： Sody, 1933）
- 小毛猬越北亚种（学名： Thomas, 1925），Thomas于1925年命名。在中国大陆，分布于云南（绿春）等地。该物种的模式产地在越南的Tonkin。[5]
- 小毛猬缅甸亚种（学名： Blyth, 1859），Blyth于1859年命名。在中国大陆，分布于云南等地。该物种的模式产地在缅甸勃固。[6]
- （学名： Kloss, 1916）
- 小毛猬指名亚种（学名： Müller, 1840）
- （学名： Chasen, 1940）